# Resolution 1338 des UN-Sicherheitsrates
Mit der Resolution 1338 des UN-Sicherheitsrats wurde eine Verlängerung des Mandats der Übergangsverwaltung der Vereinten Nationen für Osttimor (UNTAET) beschlossen. Die Resolution wurde am 31. Januar 2001 unter Hinweis auf die Resolutionen 1272 und 1319 und die relevanten Erklärungen des Präsidenten des Weltsicherheitsrates, insbesondere jenen vom 3. August 2000 (S/PRST/2000/26) und vom 6. Dezember 2000 (S/PRST/2000/39) verabschiedet.

## Hintergrund
Nach der indonesischen Besatzung von 1975 bis 1999 stand Osttimor (Timor-Leste) zunächst unter der Übergangsverwaltung der Vereinten Nationen für Osttimor (UNTAET). Die Bevölkerung hatte sich im Unabhängigkeitsreferendum am 30. August 1999 für die Eigenstaatlichkeit und gegen eine innere Autonomie innerhalb Indonesiens entschieden. Infolgedessen kam es zu einer letzten Gewaltwelle durch pro-indonesische Milizen und indonesisches Sicherheitspersonal bei der etwa 3000 Menschen starben, die Infrastruktur Osttimors zerstört wurde und ein Großteil der Bevölkerung fliehen musste oder von den Indonesiern nach Westtimor zwangsevakuiert wurde. Die internationale Staatengemeinschaft reagierte mit der Entsendung der Internationalen Streitkräfte Osttimor (INTEFET) zur Wiederherstellung von Recht und Ordnung. Die UNTAET übernahm den Aufbau staatlicher Institutionen und die Vorbereitung des Territoriums auf die staatliche Unabhängigkeit.
Am 23. Februar 2000 ging das militärische Kommando von INTERFET auf UNTAET über. Doch Flüchtlinge wurden in Westtimor noch Monate nach der offiziellen Übergabe an die Friedensmission der UN in Lagern festgehalten und ermordet. Am 24. Juli 2000 wurde ein neuseeländischer UN-Soldat bei einem Schusswechsel mit einer Miliz an der Grenze zu Indonesien getötet. Am 10. August starb ein nepalesischer UN-Soldat im Kampf mit einer Miliz. Am 6. September wurden drei UNHCR-Mitarbeiter in einem Flüchtlingslager im indonesischen Atambua (Westtimor) ermordet. 2001 sollten die Wahlen zur verfassunggebenden Versammlung und die ersten Präsidentenwahlen stattfinden.

## Die Resolution

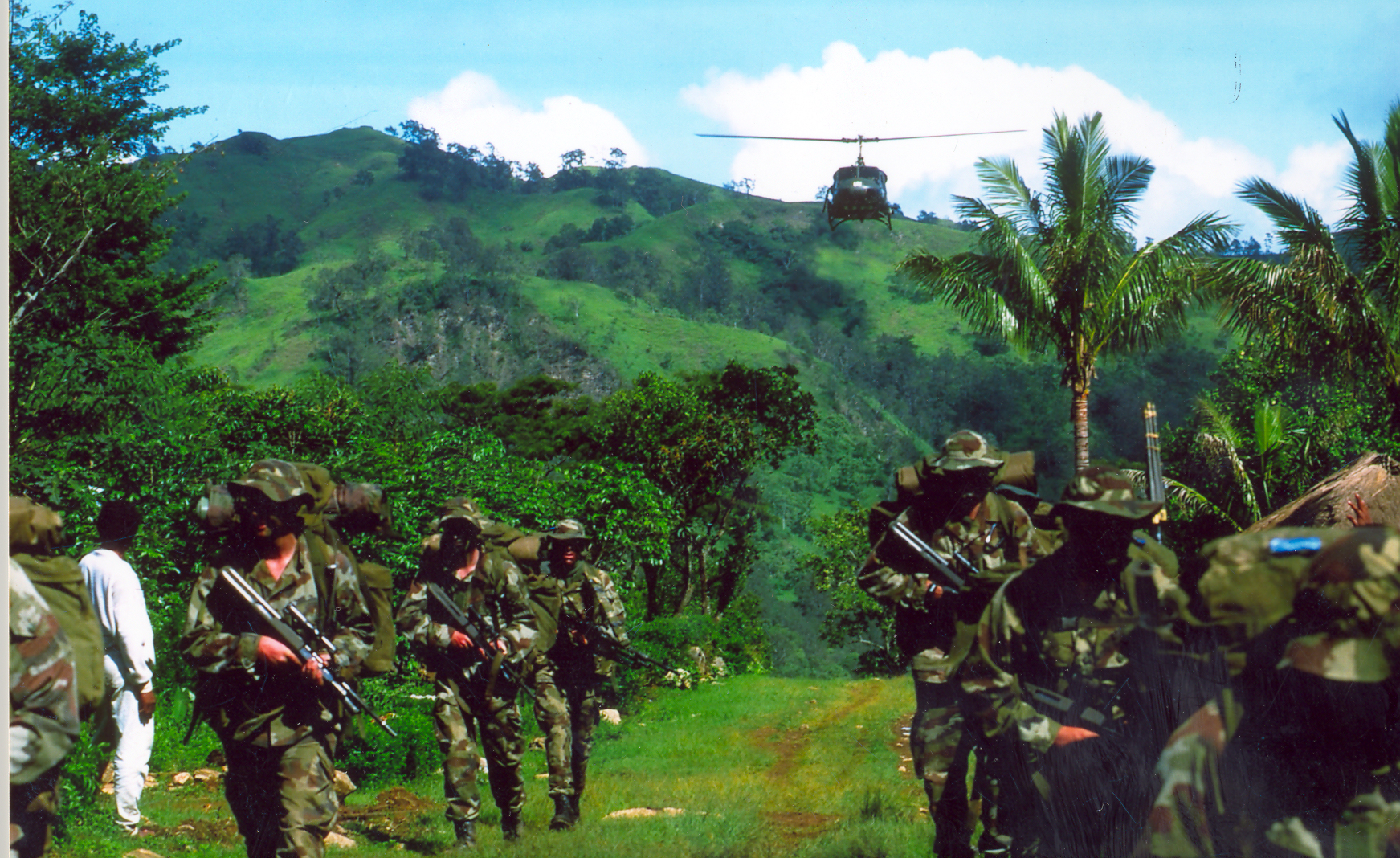
Irische UN-Soldaten in Osttimor (2001)

Der Weltsicherheitsrat nahm den Bericht des Generalsekretärs der Vereinten Nationen Kofi Annan vom 16. Januar 2001 (S/2001/42) zur Kenntnis. Gelobt wurde die Arbeit der UNTAET und ihres Leiters, dem UN-Sonderbeauftragten für Osttimor Sérgio Vieira de Mello. Der Weltsicherheitsrat erklärte seine Unterstützung für die Schritte der UNTAET, zur Stärkung der Einbindung und der direkten Beteiligung der osttimoresischen Bevölkerung an der Verwaltung ihres Territoriums und drängte zu weiteren Maßnahmen, um die Verantwortung an das Volk Osttimors weiterzugeben. Dies sei ein essentieller Teil beim Übergang in die Unabhängigkeit. Ermutigt wurde zu Bemühungen das Ziel der Unabhängigkeit Osttimors bis Ende 2001 zu erreichen, wie es in den Paragraphen 4 und 50 des Berichts des Generalsekretärs vorgesehen ist. Anerkannt wurde die Verantwortung der UNTAET zusammen mit dem Volk Osttimors freie und faire Wahlen sicherzustellen. Der Weltsicherheitsrat wiederholte seine Empfehlungen aus dem Bericht der Mission des Weltsicherheitsrats nach Osttimor und Indonesien (S/2000/1105) vom 21. November 2000, insbesondere mit Blick auf die Aufgabe, dass eine starke internationale Unterstützung für Osttimor auch nach der Unabhängigkeit erforderlich ist. Betont werden die Sorgen des Weltsicherheitsrates über die weitergehende Existenz einer großen Anzahl von Flüchtlingen aus Osttimor in Lagern der indonesischen Provinz Ost-Nusa-Tenggara (genauer Westtimor) und über die Sicherheitssituation dort, insbesondere wegen der Aktivität von Milizen und ihrem Wirken auf die Flüchtlinge. Der Weltsicherheitsrat betonte die Notwendigkeit eine umfassende Lösung für das Problem zu finden. Wieder in Erinnerung rief der Weltsicherheitsrat die betreffenden Prinzipien in der Konvention zur Sicherheit von Personal von Vereinten Nationen und angegliederten Mitarbeitern vom 9. Dezember 1994, unter Hinweis auf die Notwendigkeit weitere Schritte zu tätigen, um die Sicherheit des internationalen Personals in Osttimor und Indonesienmit Blick auf die Gefahren zu gewährleisten. Betont wurde die Notwendigkeit weiterer internationaler finanzieller Unterstützung für Osttimor und drängt all jene, die Zuwendungen an den Treuhänderfond für Osttimor angekündigt haben, diese rasch zu überweisen.
Der Bericht des Generalsekretärs vom 16. Januar 2001 wurde vom Weltsicherheitsrat begrüßt. Er entschied, das laufende Mandat der UNTAET bis zum 31. Januar 2002 zu verlängern, wobei daran gedacht werden sollte, dass möglicherweise Angleichungen im Zeitplan für die Entlassung Osttimors in die Unabhängigkeit notwendig sein könnten. Der UN-Sonderbeauftragten für Osttimor wurde beauftragt, fortwährend fortschreitend weitere Befugnisse innerhalb der East Timor Transitional Administration (ETTA) an Osttimoresen abzugeben, bis die Autorität vollständig an eine Regierung eines unabhängigen Staates Osttimor überführt ist, so wie es im Bericht des Generalsekretärs vorgesehen ist. Die UNTAET wurde dazu ermutigt, an den Aufbau der Leistungsfähigkeiten für die eigenständige Regierung zu denken und die Unterstützung für den Übergang zur Unabhängigkeit weiterzuführen, inklusive durch Entwicklung und Training der osttimoresischen Bevölkerung. Der Weltsicherheitsrat forderte die internationalen Finanzinstitutionen, die Fonds und Programme der Vereinten Nationen sowie bilaterale Geber dazu auf, dass sie die angebotenen Verpflichtungen erfüllen und die Auszahlungen beschleunigen, insbesondere in Bereichen betreffend der Friedensförderung und der Entwicklungshilfe. Seine Ansicht über die andauernde Notwendigkeit einer effektiven Koordination der Entwicklungshilfe für Osttimor bestätigte der Weltsicherheitsrat. Die internationale Staatengemeinschaft drängte er finanzielle und technische Unterstützung für den Aufbau von Verteidigungskräften Osttimors zu leisten und begrüßte die koordinierende Rolle der UNTAET bei diesem Unternehmen. Betont wurde, dass die UNTAET, in Übereinstimmung mit der Resolution 1272 des UN-Sicherheitsrates robust auf die Bedrohung durch die Milizen reagieren sollte. Weiter betonte der Weltsicherheitsrat, dass angesichts der Empfehlungen im Bericht der Mission des Sicherheitsrates, Maßnahmen notwendig sind zur Beseitigung von Mängeln in der Justizverwaltung in Osttimor, insbesondere angesichts dessen, dass jene, die für die schweren Verbrechen von 1999 verantwortlich sind, zur Rechenschaft gezogen werden sollen, um die Ausbildung des Timor Lorosae Police Service zu beschleunigen und ausreichende Mittel für die Entwicklung des Polizeidienstes und des Justizwesens zu erhalten. Die Regierung Indonesiens wird dazu ermutigt, in Wissen ihrer bisherigen Fortschritte, weitere Schritte in Kooperation mit der UNTAET und relevanter internationaler Agenturen zu unternehmen, im Einklang mit der Resolution 1319 und den relevanten Empfehlungen in der Erklärung des Präsidenten des Sicherheitsrates vom 6. Dezember 2000. Der Generalsekretär wird beauftragt dem Sicherheitsrat bis zum 30. April 2001 über die Umsetzung des Mandats der UNTAET zu berichten, inklusive einer militärischen und politischen Einschätzung der Situation vor Ort und deren Auswirkungen auf die Größe, der Struktur und dem Einsatz der UNTAET. Der Weltsicherheitsrat erklärte, er werde auf Grundlage dieses Berichts, unter Berücksichtigung der Meinung der truppenstellenden Länder, zügig geeignete Schritte unternehmen. Notwendigkeit sah der Weltsicherheitsrat für eine bedeutende internationale Präsenz in Osttimor auch nach der Unabhängigkeit. Er beauftragte den Generalsekretär dembetreffs detaillierte Empfehlungen zu formulieren und sie innerhalb von sechs Monaten nach Annahme dieser Resolution vorzulegen. Diese sollten in enger Rücksprache mit der osttimoresischen Bevölkerung und in Abstimmung mit anderen relevanten internationalen und bilateralen Akteuren erarbeitet werden, insbesondere den internationalen Finanzinstitutionen und den Fonds und Programmen der Vereinten Nationen. Der Weltsicherheitsrat beschloss sich weiter aktiv mit der Angelegenheit zu befassen.

## Folgezeit
Bei den Wahlen zur verfassunggebenden Versammlung am 30. August 2001 gewann die FRETILIN die absolute Mehrheit.
Osttimor wurde am 20. Mai 2002 in die Unabhängigkeit entlassen. Das Mandat der UNMISET wurde später bis 2005 verlängert, dann durch die einjährige Folgemission Büro der Vereinten Nationen in Osttimor (UNOTIL) ersetzt. Als 2006 Unruhen in Osttimor ausbrachen, wurde die Entsendung der Integrierte Mission der Vereinten Nationen in Timor-Leste (UNMIT), zusammen mit der International Stabilization Force (ISF) notwendig. Die UN-Missionen in Osttimor endeten schließlich am 31. Dezember 2012.